# Так що не скаржтеся
«Так що не скаржтеся» (So You Won't Squawk) — американська короткометражна кінокомедія Дель Лорда 1941 року з Бастером Кітоном в головній ролі.

## Сюжет
Простий електрик виявився втягнутий у війну між злочинними угрупованнями. Його явно хочуть підставити.

## У ролях
- Бастер Кітон — Едді
- Метт МакХью — Луї прибічник «Вовків»
- Едмунд Кобб — поліцейський
- Вернон Дент — бармен
- Бад Джеймісон — Том